# نهر كامدن هافن
نهر كامدن هافن

نهر كامدن هافن بالإنجليزية (Camden Haven River): كامدن هافن هو نهر يقع في ولاية نيو ساوث ويلز في أستراليا.